# Cryptographis eurytornalis
Cryptographis eurytornalis là một loài bướm đêm trong họ Crambidae.